# Élections législatives de 1988 dans le Bas-Rhin
Les élections législatives françaises de 1988 dans le Bas-Rhin se déroulent les 5 et 12 juin 1988. Dans le département du Bas-Rhin, neuf députés sont à élire dans le cadre de neuf circonscriptions.

## Élus
| Circonscription | Député sortant        | Parti                 | Parti                 | Député élu ou réélu   | Parti | Parti     |
| --------------- | --------------------- | --------------------- | --------------------- | --------------------- | ----- | --------- |
| 1re             | Scrutin proportionnel | Scrutin proportionnel | Scrutin proportionnel | Émile Koehl           |       | UDF (CDS) |
| 2e              | Scrutin proportionnel | Scrutin proportionnel | Scrutin proportionnel | Marc Reymann          |       | UDF (CDS) |
| 3e              | Scrutin proportionnel | Scrutin proportionnel | Scrutin proportionnel | Jean Oehler           |       | PS        |
| 4e              | Scrutin proportionnel | Scrutin proportionnel | Scrutin proportionnel | André Durr            |       | RPR       |
| 5e              | Scrutin proportionnel | Scrutin proportionnel | Scrutin proportionnel | Germain Gengenwin     |       | UDF (CDS) |
| 6e              | Scrutin proportionnel | Scrutin proportionnel | Scrutin proportionnel | Jean-Marie Caro       |       | UDF (CDS) |
| 7e              | Scrutin proportionnel | Scrutin proportionnel | Scrutin proportionnel | Adrien Zeller         |       | UDF (CDS) |
| 8e              | Scrutin proportionnel | Scrutin proportionnel | Scrutin proportionnel | François Grussenmeyer |       | RPR       |
| 9e              | Scrutin proportionnel | Scrutin proportionnel | Scrutin proportionnel | Bernard Schreiner     |       | RPR       |

## Positionnement des partis
L'UDF et le RPR se présentent unis sous l'étiquette « Union du Rassemblement et du Centre » tandis que les candidats du Parti socialiste se rangent sous la bannière de la « Majorité présidentielle pour la France unie », slogan de la campagne présidentielle de François Mitterrand.

## Résultats

### Résultats à l'échelle du département
| Parti          | Parti                               | Premier tour | Premier tour | Second tour | Second tour | Sièges |
| Parti          | Parti                               | Voix         | %            | Voix        | %           | Sièges |
| -------------- | ----------------------------------- | ------------ | ------------ | ----------- | ----------- | ------ |
|                | Union pour la démocratie française  | 99 112       | 26,53        | 57 245      | 23,67       | 5      |
|                | Rassemblement pour la République    | 84 348       | 22,57        | 84 286      | 34,84       | 3      |
|                | Divers droite                       | 1 603        | 0,43         |             |             | 0      |
|                | Union du Rassemblement et du Centre | 185 063      | 49,53        | 141 531     | 58,51       | 8      |
|                |                                     |              |              |             |             |        |
|                | Parti socialiste                    | 80 197       | 21,46        | 65 733      | 27,17       | 1      |
|                | Divers gauche (Maj. prés.)          | 35 542       | 9,51         | 34 625      | 14,31       | 0      |
|                | La France unie                      | 115 739      | 30,98        | 100 358     | 41,49       | 1      |
|                |                                     |              |              |             |             |        |
|                | Front national                      | 55 415       | 14,83        |             |             | 0      |
|                | Parti communiste français           | 8 306        | 2,22         | 0           |             |        |
|                | Divers                              | 7 324        | 1,96         | 0           |             |        |
|                | Extrême gauche                      | 883          | 0,24         | 0           |             |        |
|                | Régionaliste                        | 529          | 0,14         | 0           |             |        |
|                | Extrême droite dont PFN et POE      | 377          | 0,10         | 0           |             |        |
|                |                                     |              |              |             |             |        |
| Inscrits       | Inscrits                            | 618 313      | 100,00       | 401 072     | 100,00      | 9      |
| Abstentions    | Abstentions                         | 233 879      | 37,83        | 151 740     | 37,83       |        |
| Votants        | Votants                             | 384 434      | 62,17        | 249 332     | 62,17       |        |
| Blancs et nuls | Blancs et nuls                      | 10 798       | 2,81         | 7 443       | 2,99        |        |
| Exprimés       | Exprimés                            | 373 636      | 97,19        | 241 889     | 97,01       |        |

### Résultats par circonscription

#### Première circonscription (Strasbourg-Centre)
| Candidat       | Candidat                  | Parti           | Premier tour | Premier tour | Second tour | Second tour |  |
| Candidat       | Candidat                  | Parti           | Voix         | %            | Voix        | %           |  |
| -------------- | ------------------------- | --------------- | ------------ | ------------ | ----------- | ----------- |  |
|                | Émile Koehl sortant réélu | UDF (CDS) (URC) | 9 258        | 32,89        | 16 482      | 56,1        |  |
|                | Claude Truchot            | PS              | 8 140        | 28,92        | 12 900      | 43,9        |  |
|                | Jean Waline               | RPR             | 4 477        | 15,91        |             |             |  |
|                | Jean-Michel Schaetzel     | FN              | 3 377        | 12           |             |             |  |
|                | Jean Dock                 | Divers centre   | 1 270        | 4,51         |             |             |  |
|                | Henriette Acker           | Extrême gauche  | 883          | 3,14         |             |             |  |
|                | Yolande Rosenblatt        | PCF             | 503          | 1,79         |             |             |  |
|                | Pascal Dupaix             | CNIP            | 239          | 0,85         |             |             |  |
|                | Alain Golfier             | Régionaliste    | 0            | 0            |             |             |  |
|                | Édouard Buhler            | Divers droite   | 0            | 0            |             |             |  |
|                |                           |                 |              |              |             |             |  |
| Inscrits       | Inscrits                  | Inscrits        | 49 515       | 100,00       | 49 515      | 100,00      |  |
| Abstentions    | Abstentions               | Abstentions     | 20 972       | 42,35        | 19 303      | 38,98       |  |
| Votants        | Votants                   | Votants         | 28 543       | 57,65        | 30 212      | 61,02       |  |
| Blancs et nuls | Blancs et nuls            | Blancs et nuls  | 396          | 1,39         | 830         | 2,75        |  |
| Exprimés       | Exprimés                  | Exprimés        | 28 147       | 98,61        | 29 382      | 97,25       |  |

#### Deuxième  circonscription (Strasbourg-Sud)
| Candidat       | Candidat                     | Parti           | Premier tour | Premier tour | Second tour | Second tour |  |
| Candidat       | Candidat                     | Parti           | Voix         | %            | Voix        | %           |  |
| -------------- | ---------------------------- | --------------- | ------------ | ------------ | ----------- | ----------- |  |
|                | Catherine Trautmann sortante | PS              | 11 822       | 41,48        | 15 179      | 49,61       |  |
|                | Marc Reymann sortant réélu   | UDF (CDS) (URC) | 10 009       | 35,12        | 15 418      | 50,39       |  |
|                | Robert Spieler sortant       | FN              | 5 195        | 18,23        |             |             |  |
|                | Jean-Baptiste Metz           | PCF             | 799          | 2,8          |             |             |  |
|                | Rémi Feutren                 | Divers centre   | 322          | 1,13         |             |             |  |
|                | Didier Barthelmé             | Régionaliste    | 248          | 0,87         |             |             |  |
|                | Gilles Pilard                | PFN             | 106          | 0,37         |             |             |  |
|                |                              |                 |              |              |             |             |  |
| Inscrits       | Inscrits                     | Inscrits        | 51 153       | 100,00       | 51 153      | 100,00      |  |
| Abstentions    | Abstentions                  | Abstentions     | 22 262       | 43,52        | 19 893      | 38,89       |  |
| Votants        | Votants                      | Votants         | 28 891       | 56,48        | 31 260      | 61,11       |  |
| Blancs et nuls | Blancs et nuls               | Blancs et nuls  | 390          | 1,35         | 663         | 2,12        |  |
| Exprimés       | Exprimés                     | Exprimés        | 28 501       | 98,65        | 30 597      | 97,88       |  |

#### Troisième circonscription (Strasbourg-Nord)
| Candidat       | Candidat                  | Parti          | Premier tour | Premier tour | Second tour | Second tour |  |
| Candidat       | Candidat                  | Parti          | Voix         | %            | Voix        | %           |  |
| -------------- | ------------------------- | -------------- | ------------ | ------------ | ----------- | ----------- |  |
|                | Jean Oehler sortant réélu | PS             | 13 635       | 41,23        | 17 993      | 50,74       |  |
|                | Christian Fuchs           | RPR (URC)      | 10 747       | 32,5         | 17 466      | 49,26       |  |
|                | Walter Krieger            | FN             | 5 682        | 17,18        |             |             |  |
|                | Étienne Stoffel           | Divers droite  | 1 603        | 4,85         |             |             |  |
|                | Roger Colas               | PCF            | 1 123        | 3,4          |             |             |  |
|                | Léon Thomas               | Régionaliste   | 281          | 0,85         |             |             |  |
|                |                           |                |              |              |             |             |  |
| Inscrits       | Inscrits                  | Inscrits       | 62 076       | 100,00       | 62 076      | 100,00      |  |
| Abstentions    | Abstentions               | Abstentions    | 28 357       | 45,68        | 25 811      | 41,58       |  |
| Votants        | Votants                   | Votants        | 33 719       | 54,32        | 36 265      | 58,42       |  |
| Blancs et nuls | Blancs et nuls            | Blancs et nuls | 648          | 1,92         | 806         | 2,22        |  |
| Exprimés       | Exprimés                  | Exprimés       | 33 071       | 98,08        | 35 459      | 97,78       |  |

#### Quatrième circonscription (Strasbourg-Campagne)
| Candidat       | Candidat                 | Parti                      | Premier tour | Premier tour | Second tour | Second tour |  |
| Candidat       | Candidat                 | Parti                      | Voix         | %            | Voix        | %           |  |
| -------------- | ------------------------ | -------------------------- | ------------ | ------------ | ----------- | ----------- |  |
|                | André Durr sortant réélu | RPR (URC)                  | 25 989       | 49,22        | 33 972      | 63,34       |  |
|                | Claude Fritsch           | PS                         | 10 485       | 19,86        | 19 661      | 36,66       |  |
|                | André Fougerousse        | Divers gauche (Maj. prés.) | 8 189        | 15,51        |             |             |  |
|                | Michel Feuillas          | FN                         | 6 873        | 13,02        |             |             |  |
|                | José Hamm                | PCF                        | 995          | 1,88         |             |             |  |
|                | Lucile Martin            | Extrême droite             | 271          | 0,51         |             |             |  |
|                | André Thomas             | Divers gauche (Maj. prés.) | 0            | 0            |             |             |  |
|                |                          |                            |              |              |             |             |  |
| Inscrits       | Inscrits                 | Inscrits                   | 89 540       | 100,00       | 89 534      | 100,00      |  |
| Abstentions    | Abstentions              | Abstentions                | 35 665       | 39,83        | 34 421      | 38,44       |  |
| Votants        | Votants                  | Votants                    | 53 875       | 60,17        | 55 113      | 61,56       |  |
| Blancs et nuls | Blancs et nuls           | Blancs et nuls             | 1 073        | 1,99         | 1 480       | 2,69        |  |
| Exprimés       | Exprimés                 | Exprimés                   | 52 802       | 98,01        | 53 633      | 97,31       |  |

#### Cinquième circonscription (Sélestat)
|                | Germain Gengenwin sortant réélu | UDF (CDS) (URC) | 26 040 | 50,99  |  |  |  |
|                | Gilbert Estève                  | PS              | 16 821 | 32,94  |  |  |  |
|                | Helmut Klein                    | FN              | 6 832  | 13,38  |  |  |  |
|                | Gilbert Hugel                   | PCF             | 799    | 1,56   |  |  |  |
|                | Thierry Lalevée                 | POE             | 575    | 1,13   |  |  |  |
|                |                                 |                 |        |        |  |  |  |
| Inscrits       | Inscrits                        | Inscrits        | 80 778 | 100,00 |  |  |  |
| Abstentions    | Abstentions                     | Abstentions     | 28 079 | 34,76  |  |  |  |
| Votants        | Votants                         | Votants         | 52 699 | 65,24  |  |  |  |
| Blancs et nuls | Blancs et nuls                  | Blancs et nuls  | 1 632  | 3,1    |  |  |  |
| Exprimés       | Exprimés                        | Exprimés        | 51 067 | 96,9   |  |  |  |

#### Sixième circonscription (Obernai)
| Candidat       | Candidat                      | Parti              | Premier tour | Premier tour | Second tour | Second tour |  |
| Candidat       | Candidat                      | Parti              | Voix         | %            | Voix        | %           |  |
| -------------- | ----------------------------- | ------------------ | ------------ | ------------ | ----------- | ----------- |  |
|                | Jean-Marie Caro sortant réélu | UDF (CDS) (URC)    | 20 355       | 49,92        | 25 345      | 60,22       |  |
|                | André Courtès                 | Divers gauche (PS) | 13 958       | 34,23        | 16 739      | 39,78       |  |
|                | Christian Hochenedel          | FN                 | 5 402        | 14,86        |             |             |  |
|                | François Spielmann            | PCF                | 1 062        | 2,6          |             |             |  |
|                | André Gottscheck              | Régionaliste       | 0            | 0            |             |             |  |
|                |                               |                    |              |              |             |             |  |
| Inscrits       | Inscrits                      | Inscrits           | 64 315       | 100,00       | 64 311      | 100,00      |  |
| Abstentions    | Abstentions                   | Abstentions        | 22 345       | 34,74        | 20 925      | 32,54       |  |
| Votants        | Votants                       | Votants            | 41 970       | 65,26        | 43 386      | 67,46       |  |
| Blancs et nuls | Blancs et nuls                | Blancs et nuls     | 1 193        | 2,84         | 1 302       | 3           |  |
| Exprimés       | Exprimés                      | Exprimés           | 40 777       | 97,16        | 42 084      | 97          |  |

#### Septième circonscription (Saverne)
|                | Adrien Zeller sortant réélu | UDF (CDS) (URC) | 25 718 | 53,85  |  |  |  |
|                | Jean-Paul Want              | PS              | 11 359 | 23,79  |  |  |  |
|                | Jean-Jacques Mourreau       | FN              | 9 617  | 20,14  |  |  |  |
|                | Jacky Dudt                  | PCF             | 1 062  | 2,22   |  |  |  |
|                |                             |                 |        |        |  |  |  |
| Inscrits       | Inscrits                    | Inscrits        | 73 221 | 100,00 |  |  |  |
| Abstentions    | Abstentions                 | Abstentions     | 23 493 | 32,09  |  |  |  |
| Votants        | Votants                     | Votants         | 49 728 | 67,91  |  |  |  |
| Blancs et nuls | Blancs et nuls              | Blancs et nuls  | 1 972  | 3,97   |  |  |  |
| Exprimés       | Exprimés                    | Exprimés        | 47 756 | 96,03  |  |  |  |

#### Huitième circonscription (Wissembourg)
|                | François Grussenmeyer sortant réélu | RPR (URC)         | 23 895 | 56,9   |  |  |  |
|                | Jean-Louis Gliech                   | PS                | 7 935  | 18,89  |  |  |  |
|                | Guy Hémonet                         | Divers écologiste | 4 918  | 11,71  |  |  |  |
|                | Denis Blattner                      | FN                | 4 574  | 10,89  |  |  |  |
|                | Jean-Jacques Weissgerber            | PCF               | 674    | 1,60   |  |  |  |
|                |                                     |                   |        |        |  |  |  |
| Inscrits       | Inscrits                            | Inscrits          | 63 227 | 100,00 |  |  |  |
| Abstentions    | Abstentions                         | Abstentions       | 20 184 | 31,92  |  |  |  |
| Votants        | Votants                             | Votants           | 43 043 | 68,08  |  |  |  |
| Blancs et nuls | Blancs et nuls                      | Blancs et nuls    | 1 047  | 2,43   |  |  |  |
| Exprimés       | Exprimés                            | Exprimés          | 41 996 | 97,57  |  |  |  |

#### Neuvième circonscription (Haguenau)
| Candidat       | Candidat              | Parti                      | Premier tour | Premier tour | Second tour | Second tour |  |
| Candidat       | Candidat              | Parti                      | Voix         | %            | Voix        | %           |  |
| -------------- | --------------------- | -------------------------- | ------------ | ------------ | ----------- | ----------- |  |
|                | Bernard Schreiner élu | RPR (URC)                  | 19 240       | 38,85        | 32 848      | 64,75       |  |
|                | Pierre Schott         | Divers gauche (Maj. prés.) | 13 395       | 27,05        | 17 886      | 35,25       |  |
|                | France Daulard        | FN                         | 7 863        | 15,88        |             |             |  |
|                | Alphonse Muller       | UDF (CDS)                  | 7 732        | 15,61        |             |             |  |
|                | Hubert Schwind        | PCF                        | 1 289        | 2,6          |             |             |  |
|                |                       |                            |              |              |             |             |  |
| Inscrits       | Inscrits              | Inscrits                   | 84 488       | 100,00       | 84 483      | 100,00      |  |
| Abstentions    | Abstentions           | Abstentions                | 32 522       | 38,49        | 31 387      | 37,15       |  |
| Votants        | Votants               | Votants                    | 51 966       | 61,51        | 53 096      | 62,85       |  |
| Blancs et nuls | Blancs et nuls        | Blancs et nuls             | 2 447        | 4,71         | 2 362       | 4,45        |  |
| Exprimés       | Exprimés              | Exprimés                   | 49 519       | 95,29        | 50 734      | 95,55       |  |